# نگاهی به تاریخ جهان
نگاهی به تاریخ جهان (به انگلیسی: Glimpses of World History) کتابی از جواهر لعل نهرو است که دربارهٔ تاریخ نگاشته شده‌ است. کتاب به صورت تحلیلی و توضیحی و مبتنی بر قرائت تاریخی بومی (تاریخی که توسط افراد غیر غربی نگاشته شده باشد) و به زبان ساده برای جوانان و نوجوانان نوشته شده‌ است.

## دربارهٔ کتاب
در تابستان سال ۱۹۲۸ نهرو یک سلسله نامه برای دخترش ایندیرا ده ساله نوشت که در آن‌ها با زبانی ساده داستان آفرینش زمین و پیدا شدن زندگی و تشکیل نخستین قبایل و اجتماعات بشری را نقل کرد. بعد مجموعهٔ آن‌ها را که ۳۰ نامهٔ کوتاه بود به صورت کتابی منتشر نمود.
نهرو در سال ۱۹۳۰ که یکی از دوران‌های متعدد زندانش را می‌گذراند بر آن شد که نامه‌های تازه‌ای برای دخترش بنویسد. این نامه‌های تازه در مدتی نزدیک سه سال از اکتبر ۱۹۳۰ تا اوت ۱۹۳۳ در دو دوران مختلف زندان نوشته شد و در آن‌ها یک دوره تاریخ جهان شرح داده می‌شد. با آزادی نهرو در سال ۱۹۳۳ وی نامه‌های خود را آمادهٔ چاپ ساخت اما چون به زودی در ۱۲ فوریه ۱۹۳۴ یکبار دیگر زندانی شد، خواهرش ویجایالکشمی پاندیت مجموعهٔ آن‌ها را تنظیم کرد، «نگاهی به تاریخ جهان» نامید و در سه جلد به چاپ رساند.
در جلد اول تصویری از کلیات حوادث مهم در هند و جهان را در هزار ساله اخیر به‌ویژه دویست سال پایانی آن مورد تحلیل قرار داده است.
جلد دوم وقایع اروپا قبل از جنگ اول جهانی و انقلاب فرانسه و انقلاب صنعتی انگلیس و پیامدهای آن بیان شده است. همچنین نویسنده گریزی نیز به دویست سال پیش از جنگ جهانی اول می‌زند و طی آن وقایع جهان را در قرن هجدهم و نوزدهم بررسی می‌کند به علاوه به بیداری مردم هند و ایران می‌پردازد و رشد و تکوین مبارزات در ایران را بررسی می کند.
در جلد سوم این اثر لعل نهرو به وقایع مهم جهان در قرن بیستم می‌پردازد و طی آن رویدادهایی چون جهان پس از جنگ جهانی اول، مبارزه ایرلند به خاطر جمهوری، ظهور کمال آتاتورک در ترکیه، نهضت گاندی در هند، نهضت فاشیسم ایتالیایی، اوضاع اقتصادی در جهان، انقلاب و ضدانقلاب در چین، اقدامات ژاپن، مشکلات شوروی، پیشرفت‌های علمی در جهان، مبارزه آمریکا و انگلیس در رهبری دنیا و جنگ دوم جهانی را مورد تحلیل قرار می‌دهد.

## ترجمه کتاب
محمود تفضلی در سال ۱۳۵۵ ترجمه کتاب را شروع کرد. در سال ۱۳۳۸ه‍.ش آقای تفضلی یک نسخه از ترجمه کتاب را به سفیر کبیر هند در تهران تحویل داد تا با حفظ مراتب احترام به دفتر نخست‌وزیری جایی که جواهر لعل نهرو بر آن تکیه زده بود بفرستند. نهرو پس از دریافت کتاب برای مترجم کتابش در ایران نوشت:
آقای محمود تفضلی عزیز
سفیر کبیر ما در تهران یک نسخه از ترجمه فارسی کتاب «نگاهی به تاریخ جهان» را که شما ترجمه کرده بودید را برایم فرستاده‌است. از شما سپاسگزارم و آن را تقدیر می‌کنم. چون زبان فارسی نمی‌دانم، شاید نتوانم دربارهٔ این ترجمه قضاوت کنم، اما شنیده‌ام که این کتاب در ایران موقعیت خوبی کسب کرده‌است و استقبال شایانی از جانب دانشجویان و عموم مردم از آن شده‌است. امیدوارم این کتاب سبب تفاهم بیشتر میان ایران و هند بشود.
با احساسات صمیمانه. ارادتمند. جواهر لعل نهرو

## اطلاعات کتاب‌شناختی
چاپ اول کتاب در سال ۱۳۳۸ توسط مؤسسه انتشارات امیرکبیر منتشر شده‌است. چاپ هجدهم کتاب در سال ۱۳۹۲ توسط مؤسسه انتشارات امیرکبیر به طبع رسیده‌است.

## جوایز
- برنده جایزه بهترین ترجمه سال ۱۳۳۸ه‍.ش از سوی انجمن کتاب ایران